# Xeneretmus leiops
Xeneretmus leiops és una espècie de peix pertanyent a la família dels agònids.

## Descripció
- Fa 24 cm de llargària màxima.[5][6]

## Hàbitat
És un peix marí, demersal i de clima temperat que viu entre 37 i 399 m de fondària.
Es troba al Pacífic oriental: des del sud de la Colúmbia Britànica (el Canadà) fins a l'illa Santa Catalina (Califòrnia).

## Observacions
És inofensiu per als humans.